# Kurtis Kraft 500E
O Kurtis Kraft 500E é o modelo da Kurtis Kraft utilizado entre 1956 e 1959. Foi guiado por Johnny Boyd, Jimmy Daywalt e Billy Garrett.